# Janne Heiskanen
Janne Heiskanen  (ur. 26 stycznia 1979 w Helsinkach) – fiński perkusista.
Grał w fińskim zespole rockowym The Rasmus od 1995 do 1999 roku. Zrezygnował on z kariery muzycznej na rzecz podróży. Po odejściu wyjechał do Azji na kilkanaście lat. (Nadal utrzymuje dobry kontakt z zespołem). Razem z The Rasmus nagrał trzy płyty pt.: Peep, Playboys, Hell of a Tester.